# Apostolska nunciatura na Novi Zelandiji
Apostolska nunciatura na Novi Zelandiji je diplomatsko prestavništvo (veleposlaništvo) Svetega sedeža na Novi Zelandiji, ki ima sedež v Wellingtonu.
Trenutni apostolski nuncij je Charles Daniel Balvo.

## Seznam apostolskih nuncijev
- Paolo Marella (27. oktober 1948–15. april 1953)
- Maximilien de Fürstenberg (21. november 1959–28. april 1962)
- Raymond Philip Etteldorf (21. december 1968–21. junij 1974)
- Angelo Acerbi (22. junij 1974–14. avgust 1979)
- Antonio Magnoni (24. april 1980–22. julij 1989)
- Thomas A. White (14. oktober 1989–27. april 1996)
- Patrick Coveney (27. april 1996–25. januar 2005)
- Charles Daniel Balvo (1. april 2005–danes)